# Hälltjärnen (Åre socken, Jämtland)
Hälltjärnen är en sjö i Åre kommun i Jämtland och ingår i Indalsälvens huvudavrinningsområde. Hälltjärnen ligger i Vålådalen Natura 2000-område.